# Société des félibres de Paris
Amis de la langue d'oc
La Société des félibres de Paris, aussi appelée Amis de la langue d'oc est une société savante félibréenne fondée en 1879, et refondée en 1920.

## Historique

### La première Société (1879-1914)
Le 21 mai 1879, des Cigaliers (Jean Barnabé Amy, Pierre Grivolas, Joseph Bauquier, Maurice-Louis Faure, Louis Gleize, Antoine Duc et Baptiste Bonnet) souhaitant « écrire et parler leur langue » fondent la Société. Le nombre de membres est fixé à cinquante, avec obligation pour les nouveaux de prononcer un discours de réception en langue d'oc. Ils se réunissent lors d'une séance hebdomadaire et d'un repas mensuel. La Société participe la même année pour la première fois à la félibrée de Sceaux.
Ivan Gaussen résume ainsi son programme d'alors : « étudier les idiomes, seconder la renaissance littéraire de la langue d'oc, et contribuer ainsi à l'accroissement des richesses intellectuelles de la patrie française ».
Les Félibres de Paris se livrent aussi à de multiples excursions en province, le plus souvent avec les Cigaliers. En 1892, Frédéric Amouretti et Charles Maurras, ne se contentant pas de ces activités, lisent devant la Société leur Manifeste fédéraliste. Ils s'attirent des réactions hostiles, dont celle de Pierre Laffitte. Maurras est exclu en 1893, et crée alors avec Amouretti et quelques autres l'école parisienne du Félibrige.
En 1894, la Société s'affilie au Félibrige. La création d'une Mantenènço aurouso, avec comme siège Paris, est prévue à la même occasion.
En 1909, à la suite d'une crise de succession, une scission est provoquée par la création de la Société occitane de Paris autour de Paul Mariéton. Selon Jean Fourié, la Société en ressort « assez profondément affaibli[e] ».
La Première Guerre mondiale conduit à la dispersion de la Société, qui est déjà « léthargique » en 1914, se cantonnant à un banquet annuel et à la participation à la félibrée.

### La refondation des Amis (1920-1940)
En 1918, alors que seule une vingtaine de félibres demeurent officiellement membres, Joseph Loubet refonde la Société, dans l'optique d'« étudier la langue, d’attiser la propagande, de mettre en valeur les auteurs et leurs œuvres ». En 1920, Loubet envoie au nom de la Société un mandadis pour définir son programme. Le 23 mars de la même année, on adopte le nom d'« Amis de la langue d'oc ». On renonce aux discours de réception au sein de la Société et aux pélerinages à Sceaux, pour laisser place à des réunions plus intimistes et informelles, avec une ouverture en direction des jeunes et des spécialistes de linguistique et de littérature. La première activité de la Société refondée consiste en un hommage à Alexandre Peyron au cimetière de Saint-Mandé[Lequel ?], marquant l'importance pour les membres de « la fidélité » et du « culte du souvenir ».
La sociologie du groupe se caractérise par une grande diversité, même si le monde ouvrier est absent.
En juin 1921, les Félibres de Paris retournent à Sceaux pour inaugurer le buste de Clovis Hugues au jardin des Félibres, puis en 1924 pour celui de Maurice-Louis Faure, avant de cesser de s'y rendre jusqu'en 1929. Ils prennent part en mars 1922 à la Semaine languedocienne à Paris, notamment en s'impliquant dans l'organisation des représentations de Lous Proufitaires d'Émile Barthe à la Maison de la Mutualité. En 1925, on commémore le centenaire de la naissance d'Antoine Bigot, avec notamment une causerie remarquée de Nicolas Lasserre.
La Société tisse aussi des liens avec des sociétés de méridionaux, comme Les Enfants du Gard à Paris ou la Ligue auvergnate.
L'affiliation au Félibrige est officialisée le 29 mars 1923. 
En 1928, la Société comprend 29 auteurs en langue d’oc. En mars de la même année, une commémoration de la mort de Frédéric Mistral offre l'occasion d'une veillée au Musée social, avec de multiples interventions et récitations de poèmes, et qui est rediffusée à la station TSF de la tour Eiffel. En février 1929, Ivan Gaussen livre une série de causeries dédiées à Louis Roumieux. La même année, la Société participe avec la Gazette des méridionaux à l’anniversaire de la mort de Mistral dans l'amphithéâtre Descartes de la Sorbonne.
La même année, on choisit de renouer avec la félibrée de Sceaux. Peu après, Loubet annonce son retrait dans la Gazette des méridionaux ; mais à la faveur d'une assemblée générale extraordinaire, Lasserre organise le « sauvetage » de la Société, en renouvelant l'équipe et en lançant un « appel solennel ».
C'est à cette époque que les Amis commencent à prendre part aux dîners organisés par le journaliste Adrien Frissant. Ils se retrouvent aussi aux repas donnés par Prosper Montagné en 1926 et 1927. Ils participent en outre aux veillées littéraires du groupe félibréen auvergnat Le Covize.
En 1939, les Amis se consacrent à la question de l'enseignement de la langue d'oc, en envoyant en janvier un questionnaire aux enseignants méridionaux, puis en faisant circuler en avril une pétition en ce sens. 
En octobre 1939, à l'occasion d'un hommage à un félibre, il est décidé d'organiser des rencontres régulières des groupes mistraliens de Paris (outre les Amis, la Respelido et la Cacho-Maio), mais ce projet ne voit pas le jour du fait de l’imminence de la guerre. Au sein de la Société, un comité se crée pour venir en aide aux intellectuels catalans réfugiés chez Loubet. Le 7 janvier 1940, un dernier dîner rassemble au Café Voltaire 38 personnes. Les jeux floraux 1940 sont annulés. Jean Fourié note qu'« après la défaite de juin 1940, le Félibrige parisien [...] a pratiquement cessé d'exister », les membres étant dispersés du fait du conflit. Seul Loubet continue de maintenir le lien avec les uns et les autres et de donner de leurs nouvelles dans sa Gazeto. Parmi les événements, on recense uniquement une réunion suivie d'une messe à la mémoire de Marie Mistral en mars 1943, et une matinée poétique consacrée à Mistral à la Comédie-Française en mai 1944.

### De la Libération aux années 1970
Après la Libération, Loubet s'efforce de « redonner vie au mouvement félibréen dans la capitale », en travaillant dans deux directions : « réactiver les Amis de la langue d'oc, et renouer avec la tradition félibréenne de Sceaux ».
Les réunions reprennent de façon irrégulière en octobre 1945 au Saint-Sulpice, et de façon hebdomadaire à compter de novembre 1946. La cotisation est portée à trente francs, puis à cinquante en octobre 1946.
Au printemps 1946, une manifestation importante pour l'anniversaire de Mistral voit une intervention d'André Chamson. En février, les Amis organisent à la galerie La Boétie une soirée-débat présidée par Jean Cassou. Roger Roux propose à partir d'avril des cours de provençal.
Le deuxième vendredi de chaque mois est désormais consacrée à la culture et la langue catalanes, « occasion de nouer de solides liens amicaux avec de nombreux catalanistes ». 
Le premier bulletin d'après-guerre paraît en octobre 1946 ; il y a alors une cinquantaine d'adhérents. En 1947, un grand nombre d'activités est organisé. Les Amis reçoivent diverses visites de personnalités. La première félibrée de Sceaux depuis la guerre rassemble en masse les Amis.
En février 1948, à l'occasion d'une séance consacrée au théâtre d'oc, la Respelido interprète devant la Société une comédie de Joseph Bernard. Le même mois, Henri Chabrol représente les Amis lors d'un hommage à Alphonse Daudet en Sorbonne. En mai, un grand banquet est donné à l'occasion de la remise de la cigale de majoral à Pierre-Louis Berthaud.
En 1949, on fait ériger le buste de Jules Charles-Roux, ancien président de la Société, à Sceaux. Cette même année, le bulletin devient mensuel. En mai, les Amis patronnent une conférence de Josep Quero i Molares (en) à la Sorbonne sur la Renaissance catalane. En septembre, Gaussen donne un entretien sur les Amis à Paris Inter.
Le vote de la loi Deixonne est favorisé en 1950 par l'activisme de Berthaud, soutenu par Gaussen et Jean Lesaffre. En décembre, on fait entendre pour la première fois des disques en langue d'oc lors d'une réunion.
En 1951, après la mort de Loubet, la Société est officiellement déclarée en préfecture. Elle lance dans la foulée une enquête sur l'application de la loi Deixonne. En octobre, la cotisation est portée à deux cents francs.
En 1952, alors que deux Amis, Roger Barthe et Jean Lesaffre, sont candidats au consistoire du Félibrige, ils ne sont pas élus ; cela provoque la démission de Berthaud de sa cigale de majoral. L'affaire provoque des remous durables.
En mars 1954, les Amis émettent une protestation contre un discours de Jacques de Lacretelle appelant Mistral le « don Quichotte du Félibrige » et moquant la langue d'oc. C'est aussi l'année du centenaire du Félibrige, marquée notamment par un discours de Gaussen à la Sorbonne évoquant les liens de Mistral avec ses homologues parisiens, et surtout par la publication d'une anthologie, Dis Aup i Pirenèu. En octobre, la cotisation passe à trois cents francs.
En mars 1957, l'Ami Chamson, élu à l'Académie française, est reçu au sein de la Société, qui lance une souscription pour l'achat de son épée. Un an plus tard, il est reçu au sein de l'immortelle compagnie, et dresse « l'éloge de la Provence et de la civilisation méditerranéenne » en présence de nombreux félibres parisiens.
En 1959, de nombreuses manifestations sont organisées en partenariat avec les Amis pour célébrer le centenaire de la publication de Mirèio. La même année, un arrêté du haut commissaire à la Jeunesse et aux Sports Maurice Herzog attribue aux Amis l'agrément comme « association d'éducation populaire ».
En 1960, les Amis doivent quitter le Saint-Sulpice pour s'établir Aux armes de la ville. En octobre, ils sont représentés au Congrès national des provinces françaises.
En avril 1961, un certain Faure enregistre plusieurs membres pour le Musée des parlers français, qui conduit à l'édition d'un disque[Lequel ?] aux éditions du Signal.
En mars 1963, c'est la première fois qu'une réunion — consacrée à Calendal —  est accompagnée de diapositives et d'une bande son.
En septembre 1968, la Société est traversée par une « crise assez grave », qui se conclut par la démission d'André Paret, un des piliers, et la mise en sommeil de La Respelido ; elle est notamment due à la montée en puissance de L'Estrambord, groupe folklorique émanant de Pampres et Lys et qui concurrence La Respelido.
En janvier 1969, la Société est délocalisée au Saint-Séverin, puis à la brasserie Tourtel, et l'année suivante au Zeyer.
En mars 1971, on décide de monter une équipe pour dresser une « présentation sommaire de l'histoire de la littérature d'oc ».
En mars 1972, l'activité de la Société se trouve désorganisée par la mort du secrétaire Roger Roux. Les thématiques des séances deviennent ainsi pendant un temps informelles, et aucune assemblée générale n'est organisée cette année-là. En janvier 1973, la péridiocité des réunions est ramenée au mois, lesquelles passent du vendredi soir au samedi après-midi, et se tiennent désormais au Paris-Midi. Le bulletin reparaît à compter de février. La vie de la Société se normalise au premier trimestre de 1974. Les livres édités se vendent convenablement. 
En 1975, la Société est affaiblie par une série de disparitions. Le secrétaire général lance alors un appel en direction des milieux occitanistes et amicalistes. L'assemblée générale de cette année-là se voit contestée par le bureau de l'association.
Mais les réunions reprennent leur train au début de 1976, et la Société s'installe au sein d'un appartement de la rue de Richelieu mis à sa disposition par Pierre Raynaud, où elle restera dix ans. Les Amis se dotent aussi d'une chorale, La Cardelino. L'assemblée générale de novembre, deux listes sont en présence, celle du président sortant Gaussen, et une autre conduite par Marcel Baïche, qui obtient la majorité. Le nouveau bureau émet une « adresse solennelle » au consistoire et aux maintenances du Félibrige, où il défend un « enseignement pluraliste des dialectes d'oc » (contre la Confédération des associations culturelles et enseignants d'oc) et réaffirme son attachement au mouvement fondé par Mistral. Elle adopte aussi de nouveaux statuts.
À partir de 1929, Nicolas Lasserre lance des séances hebdomadaires consacrées à des interventions, séances qui durent sans interruption jusqu'aux années 1960, hormis durant la Seconde Guerre mondiale, et dont le verbatim est recueilli dans des comptes-rendus représentant plus d’un millier de pages, dont une partie est recueillie en 1963 dans Li Divèndre dis ami de la lengo d'o. Tous les dialectes et graphies d'oc sont admis, ainsi que le précise le numéro 2 du Bulletin de janvier 1933, ; mais c'est en provençal dans la graphie mistralienne que sont rédigés les documents. Jean Fourié voit dans le Félibrige parisien « une entité bien spécifique, une enclave originale, un monde à part à côté du Félibrige méridional ».
Les réunions se tiennent au café des Ministères (1920-1930), au café de la Concorde (1930-1931), puis au café Voltaire jusqu’à la guerre. La cotisation annuelle est de dix francs. En avril 1930, les Amis se dotent d'un bulletin de liaison. La même année, de multiples manifestations sont organisées.
L'année suivante, le bureau des Amis est représenté au centenaire mistralien dans le grand amphithéâtre de la Sorbonne.
Le premier numéro de la revue paraît en 1932 ; il comprend diverses annonces, articles, poèmes, nouvelles ou critiques d'ouvrages. Il recense 130 membres, parmi lesquels des parlementaires, des majoraux du Félibrige, et des écrivains, principalement d’origine gardoise et montpelliéraine.
En 1933, les Amis lancent une souscription pour la publication d'un album consacré à Grégoire Calvet.
En 1934, la Société adresse un questionnaire à ses membres, portant sur les modalités de son action ; une trentaine de réponses sont prises en compte. La même année, elle impulse la relance des jeux floraux de Sceaux.
La Société consacre en outre des séances au dépouillement des articles parus dans des revues en occitan, qui sont discutés par les membres.
En mars, elle commémore la mort de Frédéric Mistral[Comment ?], et en décembre fête Noël avec la traditionnelle veillée calendale.
À partir de 1958 et jusqu'en 1968, une messe annuelle, principalement à l'église Saint-Eustache, comporte un sermon en occitan.
En 1976, les Amis s'installent dans de nouveaux locaux, rue de Richelieu et modifient leurs statuts.

## Membres

### Présidents
- 1879-1882 : Charles de Tourtoulon
- 1882-1883 : Édouard Jasmin
- 1883-1888 : Paul Arène
- 1888-1906 : Sextius Michel
- 1906-1907 : Pierre Deluns-Montaud
- 1908-1909 : Paul Mariéton
- 1910-	1911 : Lucien Duc
- 1912-1914 : Jules Bois
- 1920-1925 : Fernand Devise
- 1926-1928 : vacant
- 1929-1938 : Joseph Loubet
- 1938-1976 : Ivan Gaussen
- 1976-1982 : Jacques Loubière
- ? : Marcel Baïche
- 1989-1999 : Jean Fourié
- 1999-2004 : Auguste Armengaud
- depuis ? : Jean-François Costes

## Publications

### Bulletins successifs

#### La Farandole
La Farandole est créée dès 1879. Bilingue, il comporte à chaque numéro une gravure hors texte. Mais il cesse de paraître en 1881, avant de reparaître sous le titre Lou Viro-Soulèu en 1889.

### Hors collection
- Chansonnier provençal : chants des félibres et des cigaliers, Paris, Lemerre, 1887 (BNF 33294666).
- Théodore Aubanel : inauguration du monument élevé à Sceaux à sa mémoire par les Félibres de Paris : discours et documents, Montpellier, imprimerie du Midi, 1889.
- Li Souleiado : poésies et documents littéraires (1879-1903) (préf. Albert Tournier), Paris, Duc, 1904.

#### Dans la «Collection des Amis de la langue d'oc»
- Pierre-Louis Berthaud et Jean Lesaffre (puis Jean-Marie Petit), Bibliographie occitane, cinq tomes de 1946 à 1974 (BNF 36591870).
- Marius-Albin Amouroux, Un soir avec Goudouli, 1950 (BNF 31717698).
- Pierre-Louis Berthaud (dir.), Dis Aup i Pirenèu, Avignon, Aubanel, 1954 (BNF 33349433) ; en particulier le chapitre d'Ivan Gaussen, « Paris et le Félibrige », p. 20-33 .
- Marius-Albin Amouroux, Concours et festivals de théâtre d'oc, Aurillac, Le Centre, 1957 (BNF 31717697).
- Irénée Cluzel, L'École des jaloux, Aubenas, Habauzit, 1958.
- Edgar Raizon, Nanci vo lou prenoum en countèsto, 1960 (BNF 33147868).
- Ivan Gaussen, Jean Lesaffre et Roger Roux, Jules Véran (1868-1960), hommage à sa mémoire, Paris, La France latine, 1961.
- Jean Lesaffre, Marius André (1868-1927), sa vie, son œuvre, 1962 (BNF 41661870).
- Ivan Gaussen, Poètes et prosateurs du Gard en langue d'oc, Paris, Les Belles Lettres, 1962 (BNF 33021783).
- Joseph Loubet, Li Casernet de Jóusè Loubet, 1962.
- Jean Lesaffre, Marius André (1868-1927) : sa vie, son œuvre, 1962.
- Joseph Loubet, Sus l'auboi clapassiè, Paris, La France latine, 1963.
- Roger Roux (préf. André Chamson), Li Divèndre dis ami de la lengo d'o, 1963 (BNF 33160665)  — recueil d'interventions devant la Société ; présentation de l'auteur intitulée « Nòsti divèndre », p. 11-17.
- Denise Tourillon, L’Amour courtois, amour adultère, Aurillac, imprimerie du Cantal, 1965.
- Louis Roux-Servine, Li Pecouleto, 1965.
- Henri Chabrol, La Messorgo dóu mabre, 1966.
- Ivan Gaussen, Parlers maternels, folklore et tourisme, Paris, chez l'auteur, 1966.
- Berthe Gavalda, L'Inspiration biblique de Frédéric Mistral, Aurillac, imprimerie du Cantal, 1967.
- Ivan Gaussen, Hommage à Jean-Charles Brun (1870-1946), 1967.
- Ivan Gaussen, Quelques aspects du régionalisme, chez l'auteur, 1968.
- Henri Chabrol, Images de Languedoc et de Provence, 1969 (BNF 35142065).
- Roger Barthe, Los Profitaires, Aurillac, imprimerie du Cantal, 1969 (BNF 35142069).
- Roger Barthe, Invitation à Perbosc, imprimerie du Cantal, 1969.
- Berthe Gavalda, Lamartine et Mistral : étude critique, 1970.
- Roger Barthe, Lexique français-occitan, 1970.
- Roger Barthe, Lexique occitan-français, 1972.
- Antoine de Bastard, Filadelfa de Gerda (1871-1952), 1972.
- Roger Barthe, La Font perduda, 1973.
- Ivan Gaussen, Le Centenaire de Joseph Loubet (1874-1951), Paris, La France latine, 1974.
- Ivan Gaussen, Une amitié : Baptiste Bonnet-Joseph Loubet, chez l'auteur, 1976.
- Jean Fourié, Émile Barthe et les écrivains biterrois d'expression occitane, 1975.
- Roger Barthe, Pròsas de tota mena, 1979.
- [Fourié 1987a] Jean Fourié (av.-propos de Marcel Decremps), Le Félibrige parisien durant l'entre-deux-guerres (1918-1940), Amis, 1987 (SUDOC 008671079) .
- [Fourié 1987b] Jean Fourié, Le Félibrige parisien après la Deuxième Guerre mondiale (1944-1976), Amis, 1987 (SUDOC 008671095) .
- Jean Fourié, Dictionnaire des auteurs de langue d'oc de 1800 à nos jours, 1994.
- Stéphane Giocanti, Charles Maurras félibre : l'itinéraire et l'oeuvre d'un chantre, Paris, Montalte, 1995.
- En mémoire de Jean Charles-Brun, coédition avec les Méridionaux de Sceaux, 1998  (ISBN 2-900062-07-1).
- Guy Mathieu, Quand lo jornau se rima, 2009.
- Rémi Soulié, Dos estudis sus Joan Bodon, 2011.
- Daniel Viargues, Lexique des occitanismes résiduels et mots apparentés dans le dialecte berrichon, 2012.
- Martin Motte, Le Bailli de Suffren, héros mistralien ; La Provence maritime dans l'œuvre de Mistral ; Une évocation de Louis Denis-Valvérane, 2013.
- Rémi Soulié, Joseph d'Arbaud et le crépuscule des dieux, 2014.
- Brigitte Saouma, Bernard de Clairvaux et les troubadours, 2014.
- Brigitte Saouma, Nouveaux regards sur le catharisme, 2017 (BNF 45193092).
- Edmond Romieu, Georges Rouquier : l'òme de Farrabica, 2017  (ISBN 978-2-9538540-8-4).